# 9. etape af Tour de France 2013
Niende etape af Tour de France 2013 er en 165 km lang bjergetape. Den bliver kørt søndag den 7. juli fra Saint-Girons til Bagnères-de-Bigorre i Pyrenæerne. Etapen er den sidste inden årets første hviledag.
Det er årets anden bjergetape og rytterne skal over toppen på de fem bjerge, Col de Portet d'Aspet, Col de Menté, Col de Peyresourde, Col de Val Louron-Azet og La Hourquette d’Ancizan, inden der venter 30 km nedkørsel mod målet i Bagnères-de-Bigorre.
Det er tiende gang at Bagnères-de-Bigorre enten er start- eller målby for en etape i Tour de France, i mens det bliver Saint-Girons femte gang som vært for løbet.